# یواس‌اس مردیت (دی‌دی-۱۶۵)
یواس‌اس مردیت (دی‌دی-۱۶۵) (به انگلیسی: USS Meredith (DD-165)) یک کشتی بود که طول آن ۹۵٫۸۳ متر (۳۱۴٫۴ فوت) بود. این کشتی در سال ۱۹۱۸ ساخته شد.